# کلودین بکاری
کلودین بکاری (فرانسوی: Claudine Beccarie‎؛ زاده ۱۴ ژوئن ۱۹۴۵) بازیگر پورنوگرافی فرانسوی در دههٔ ۱۹۷۰ است که به او لقب «لیندا لاولیس فرانسه» را داده بودند. روزنامهٔ نیویورک تایمز وی را یکی از موفق‌ترین بازیگران پورنوی فرانسه دانست.
از فیلم های او می‌توان به بانو، مهار و لب‌های داغ اشاره کرد.